# Il salvataggio (film)
Il salvataggio (The Rescue) è un film del 1988 diretto da Ferdinand Fairfax.

## Trama
Inviata da una base militare americana nella Corea del Sud, una squadra di Navy SEAL cade prigioniera dei nordcoreani durante un'operazione di soccorso a un sottomarino della marina statunitense al largo della costa della Corea del Nord.
Alla base, lo "smanettone" Max piazza un cimice nella sala conferenze del padre ammiraglio per origliare assieme agli amici Shawn e Adrian, i cui genitori sono tra i soldati catturati, eventuali sviluppi. I tre scoprono che è in programma una missione di salvataggio, nome in codice "Operazione Phoenix", che prevede l'infiltrazione nella prigione nordcoreana in cui sono rinchiusi i SEAL, un piano infine respinto dal Segretario di Stato poiché troppo rischioso. Informato del fatto, il ribelle J. J., anch'esso figlio di uno dei SEAL prigionieri, propone agli altri tre di portare a termine loro stessi la missione.
I ragazzi rubano una barca, ma, una volta entrati in acque nordcoreane, scoprono che il fratellino di Shawn, Bobby, si è imbarcato con loro di nascosto. Proseguono comunque fino al villaggio dove è nascosto il colonnello dei servizi segreti sudcoreani Kim Song, che avrebbe dovuto assistere la squadra di salvataggio nell'Operazione Phoenix. Quest'ultimo è impressionato dal loro coraggio, ma crede che non abbiano nessuna possibilità di salvare i propri genitori ed è deciso a riportarli a casa sani e salvi il giorno seguente. 
Nottetempo, i ragazzi si incamminano di soppiatto e si introducono nella prigione attraverso il sistema fognario: mentre Shawn e Max distraggono i carcerieri facendo esplodere i fuochi d'artificio destinati alla festa dei lavoratori, J. J. libera i SEAL. Kim e i suoi uomini arrivano alla prigione fingendosi nordcoreani e aiutano il gruppo a combattere contro i soldati nemici quando l'evasione viene scoperta. Il gruppo raggiunge un aeroporto e si imbarca su un Bristol Freighter, pilotato dal padre di Adrian. Kim resta indietro per tenere a bada i nordcoreani, dando loro il tempo di decollare. Quando l'aereo attraversa il confine con la Corea del Sud, quest'ultima si prepara ad abbatterlo coi suoi caccia come potenziale intruso, ma Bobby salva la situazione, mostrando dall'oblò la sua maglietta di Born in the U.S.A. di Bruce Springsteen ai piloti. Il padre di Adrian riesce ad effettuare un atterraggio di emergenza in assenza di carburante e, alla base, padri e figli sono accolti festanti e si riuniscono finalmente col resto delle loro famiglie.

## Produzione

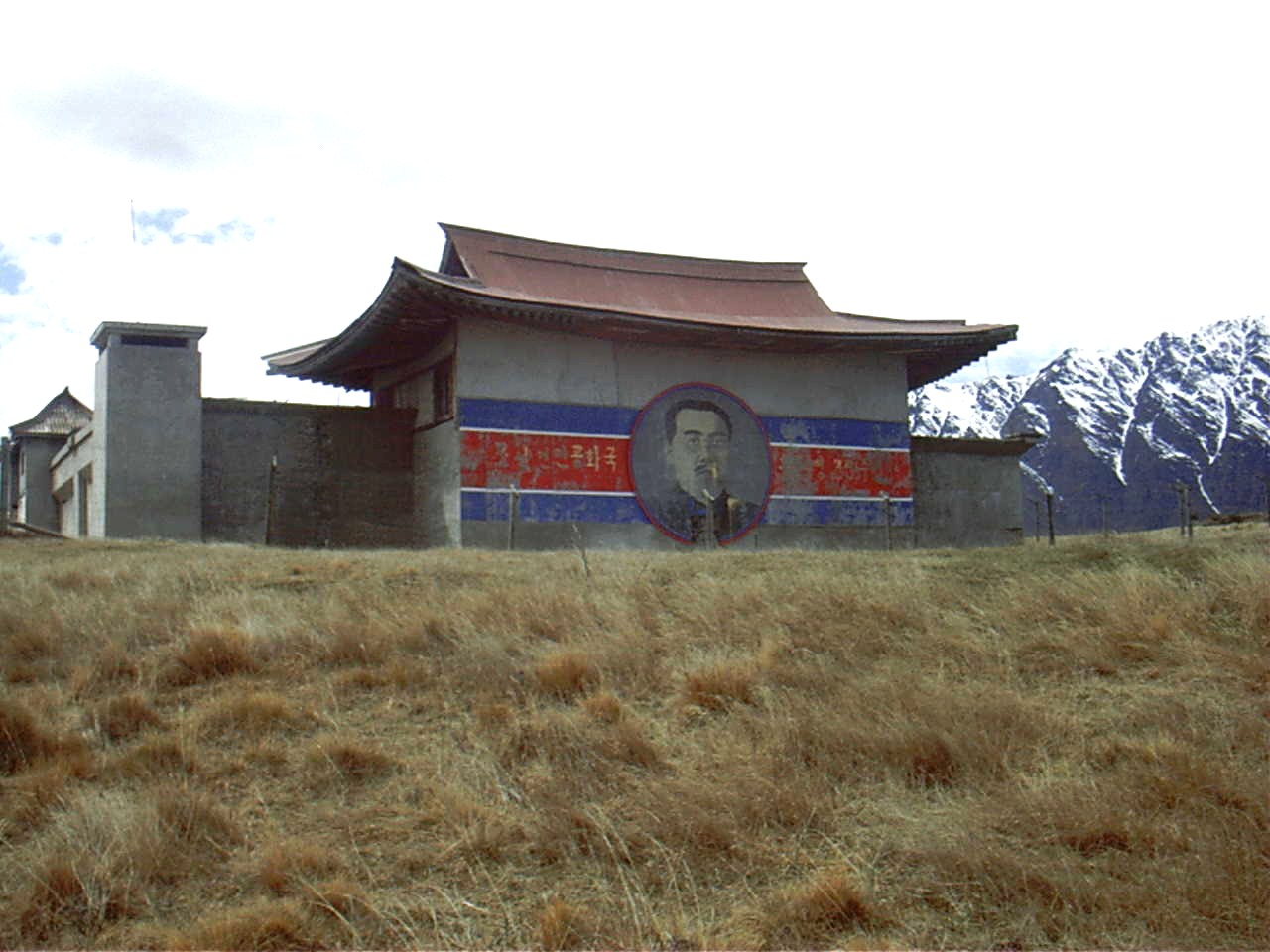
Il set della prigione nordcoreana nella campagna di Queenstown, costato un milione di dollari, in stato di abbandono dagli anni ottanta ma, al 2015, ancora visitabile.

Le riprese del film si sono svolte nel 1987 principalmente in Nuova Zelanda, ad Auckland e a Queenstown, e a Hong Kong.

## Accoglienza
Il film è stato un flop al botteghino, incassando 5,9 milioni di dollari negli Stati Uniti a fronte di un budget stimato tra gli 8 e i 14,5 milioni di dollari.

## Riconoscimenti
- 1989 - Young Artist Awards
  - Candidatura per la miglior interpretazione in un film da parte di un giovane attore protagonista a Kevin Dillon